# ウェスタンステイツ・エンデュランスラン
ウェスタンステイツ・エンデュランスラン（英、The Western States Endurance Run）は、アメリカカリフォルニア州の山岳地帯の100マイル（161km）を走るトレイルレースのウルトラマラソン。一般にはウェスタンステイツ100として知られる。2014年よりウルトラトレイル・ワールドツアーに含まれている。
1977年より開催され、世界で最も古く最も権威のある100マイルトレイルレースといわれる。Vermont 100 Mile Endurance Run、the Wasatch Front 100 Mile Endurance Run、the Leadville Trail 100と並び、米国ウルトラマラソン4大大会（グランドスラム）に数えられ、米国では最もよく知られたウルトラマラソン・トレイルレースである。
上りで5500メートル、下りで7000メートルの標高差を制限時間30時間以内で走る。毎年平均300人から400人ほどがスタートするが、24時間以内で完走するのは15から30％ほどの参加者だけである。

## 歴史
もともとはTevis Cupという馬で走る100マイルレースであったが、1974年に Gordy Ainsleighがレースを走ろうとしない馬を降りて自らの足で走って24時間以内で完走したことが、レースの起源となっている。

## 記録
2012年にTimothy Olsonが初めて15時間以内で走り、このときのタイムが (14:46:44)、コース記録となっている。

## メディアへの登場
米国では最もよく知られた過酷なトレイルレースであり、ベストセラー「ウルトラマラソンマン　46時間ノンストップで320kmを走り抜いた男の記録」 ディーン・カーナゼス (著)にも著者が最初に挑戦したレースとしてでてくる。
また2012年にはJB Benna監督により「Unbreakable: The Western States 100」としてドキュメンタリー映画が公開された。

## その他
コースは平均的なハイカーのペースで約80時間かかる距離で、参加者はこのコースを24時間以内で走破する。
日本からの参加者としては鏑木毅選手が2009年に二位に入っている。